# 非洲足球先生
非洲足球先生是非洲足球協會所設的一個足球獎項，於1970年初立。於1970年至1994年的得主由雜誌《法國足球》推選出來，而由1992年開始由非洲足球協會推選。

## 歷屆得主（《法國足球》雜誌，1970年至1994年）
- 1970年：沙利夫·基達（Salif Keïta），馬利
- 1971年：伊巴謙·新地（Ibrahim Sunday），加納
- 1972年：查列夫·蘇利文尼（Cherif Souleymane），畿內亞
- 1973年：智希明·布旺達（Tshimen Bwanga），扎伊尔
- 1974年：保羅·摩基拉（Paul Moukila），剛果
- 1975年：阿哈迈德·法拉兹，摩洛哥
- 1976年：罗杰·米拉（Roger Milla，喀麥隆）
- 1977年：塔拉克·迪亚布，突尼斯
- 1978年：卡里姆·阿卜杜勒·拉扎克 Razak，加納
- 1979年：湯馬士·尼高奴（Thomas Nkono），喀麥隆
- 1980年：尚·文嘉·安基尼（Jean Manga Onguene），喀麥隆
- 1981年：勒克達·比路美（Lakhdar Belloumi），阿爾及利亞
- 1982年：湯馬士·尼高奴（Thomas Nkono），喀麥隆
- 1983年：穆罕默德·阿爾·加塔（Mahmoud Al Khatib），埃及
- 1984年：迪奧菲利·阿比加（Theophile Abega），喀麥隆
- 1985年：穆罕默德·泰莫米（Mohamed Timoumi），摩洛哥
- 1986年：巴度·薩基（Badou Zaki），摩洛哥
- 1987年：拉巴·麥查（Rabah Madjer），阿爾及利亞
- 1988年：卡盧沙·布瓦尔亚（Kalusha Bwalya ，贊比亞）
- 1989年：乔治·维阿（George Weah，利比里亞）
- 1990年：罗杰·米拉（Roger Milla，喀麥隆）
- 1991年：阿比迪·比利（Abedi Pelé，加納）
- 1992年：阿比迪·比利（Abedi Pelé，加納）
- 1993年：阿比迪·比利（Abedi Pelé，加納）
- 1994年：乔治·维阿（George Weah，利比里亞）及 艾蒙歷基（Emmanuel Amunike，尼日利亞）

## 歷屆得主（非洲足球協會，1992年—）
- 1992年：阿比迪比利（Abedi Pelé，加納）
- 1993年：阿比迪比利（Abedi Pelé，加納）
- 1994年：乔治·维阿（George Weah，利比里亞）及 阿穆尼克（Emmanuel Amunike，尼日利亞）
- 1995年：乔治·维阿（George Weah，利比里亞）
- 1996年：卡努（Nwankwo Kanu，尼日利亞）
- 1997年：伊克佩巴（Victor Ikpeba，尼日利亞）
- 1998年：穆斯塔法·哈吉（Mustapha Hadji，摩洛哥）
- 1999年：卡努（Nwankwo Kanu，尼日利亞）
- 2000年：姆博马（Patrick Mboma，喀麥隆）
- 2001年：迪乌夫（El Hadji Diouf，塞內加爾）
- 2002年：迪乌夫（El Hadji Diouf，塞內加爾）
- 2003年：（Samuel Eto'o，喀麥隆）
- 2004年：（Samuel Eto'o，喀麥隆）
- 2005年：（Samuel Eto'o，喀麥隆）
- 2006年：（Didier Drogba，科特迪瓦）
- 2007年：卡努特（Frederic Kanoute，馬里）[1]
- 2008年：（Emmanuel Adebayor，多哥）[2]
- 2009年：（Didier Drogba，科特迪瓦）[3]
- 2010年：（Samuel Eto'o，喀麥隆）[4]
- 2011年：（Yaya Touré，科特迪瓦）[5]
- 2012年：（Yaya Touré，科特迪瓦）[6]
- 2013年：（Yaya Touré，科特迪瓦）[6]
- 2014年：（Yaya Touré，科特迪瓦）[6]
- 2015年：（Pierre-Emerick Aubameyang，加彭）
- 2016年：利亞德·馬列斯（Riyad Mahrez，阿爾及利亞）
- 2017年：穆罕默德·沙拿（Mohamed Salah，埃及）
- 2018年：穆罕默德·沙拿（Mohamed Salah，埃及）
- 2019年：萨迪奥·马内(Sadio Mané，塞內加爾)
- 2022年：萨迪奥·马内(Sadio Mané，塞內加爾)
- 2023年：域陀·奧森漢(Victor Osimhen，尼日利亞)
- 2024年：阿德莫拉·卢克曼[7]